# Ardour (rivière)
Pour les articles homonymes, voir Ardour (homonymie).
L'Ardour est une rivière française qui coule dans les départements de la Creuse et de la Haute-Vienne, dans la région Nouvelle-Aquitaine. C'est un affluent de la Gartempe, donc un sous-affluent de la Loire par la Creuse et la Vienne.

## Géographie
L'Ardour prend sa source au sud-est de Bénévent-l'Abbaye, sur la commune d'Augères, à l'altitude 450 mètres et à 500 mètres au nord-est du Puy de Villard (521 m) dans le département de la Creuse, et coule globalement en direction de l'ouest. Après un trajet de 33,5 kilomètres, durant lequel il a alimenté le Lac du Pont à l'Age, il se jette dans la Gartempe entre Folles et Bersac-sur-Rivalier à l'altitude 291 mètres et à moins de 500 mètres au nord-est et en amont du viaduc de Rocherolles.

### Communes et cantons traversés
Dans les deux départements de la Creuse et de la Haute-Vienne, l'Ardour traverse les dix communes suivantes, dans quatre anciens cantons mais dans deux nouveaux cantons seulement, de l'amont vers aval, de Augères (source), Aulon, Ceyroux, Mourioux-Vieilleville, Marsac, Arrènes, Saint-Étienne-de-Fursac, Laurière, Bersac-sur-Rivalier et Folles (confluence).
Soit en termes de cantons, l'Ardour prend source dans l'ancien canton de Bénévent-l'Abbaye, maintenant le canton du Grand-Bourg, traverse les anciens canton du Grand-Bourg et canton de Laurière et conflue dans l'ancien canton de Bessines-sur-Gartempe, aujourd'hui le canton d'Ambazac  le tout dans l'arrondissement de Guéret, arrondissement de Limoges et l'arrondissement de Bellac.

### Toponyme
Le principal affluent, le Rivalier, a donné son hydronyme à la commune de Bersac-sur-Rivalier.

### Bassin versant
L'Ardour traverse une seule zone hydrographique 'L'Ardour & ses affluents' (L503) de 193 km2 de superficie. Ca bassin versant est constitué à 57,03 % de « territoires agricoles », à 40,86 % de « forêts et milieux semi-naturels », à 1,86 % de « territoires artificialisés », à 0,16 % de « surfaces en eau ».

### Organisme gestionnaire
L'EPTB Vienne a lancé en 2003 un projet le contrat de rivière pour la Gartempe et ses affluents, signé en novembre 2011, donc pour un programme d'actions de cinq ans jusqu'en 2016.

## Affluents
L'Ardour a quatorze affluents référencés dont :
- le ruisseau de Labreuil (rd) 3,4 km sur Aulon et Montaigut-le-Blanc.
- le ruisseau le Rio, ou le Grand-Rio[4] (rd), 1 km sur Mourioux-Vieilleville.
- le ruisseau le Mouti (rd) 4,1 km sur Bénévent-l'Abbaye, Marsac, Mourioux-Vieilleville.
- le ruisseau de Puy Faucher (rg) 7,5 km sur Arrènes, Ceyroux, Marsac, Mourioux-Vieilleville.
- le ruisseau la Gasne (rd) 2,6 km sur Marsac.
- le ruisseau du Moulard (rg) 9,2 km sur Arrènes, Châtelus-le-Marcheix, et Saint-Goussaud du confluent à la source.
- le ruisseau des Planchettes (rg) 2,8 km sur les deux communes de Saint-Étienne-de-Fursac, Laurière avec un affluent d'1,4 km de longueur
- le ruisseau de Forgefer (rg) 2,7 km sur les deux communes de Folles et Laurière.
- le ruisseau de la Forêt (rg) 1,6 km se jetant dans le lac du Pont à l'Age sur la seule commune de Laurière.
- le  Rivalier ou ruisseau du Pont ou ruisseau de la Vergne,  18 km sur sept communes avec un affluent.
- le ruisseau d'Azat, ???

Donc son rang de Strahler est de trois.

## Hydrologie
L'Ardour est une rivière relativement régulière pour la région. 

### L'Ardour à Folles
Le débit moyen annuel de l'Ardour à Folles localité située à son confluent, est de 1,81 m3/s. 
La rivière présente les fluctuations saisonnières de débit typiques des cours d'eau du Limousin, avec des crues hivernales de décembre à mars inclus, et des maigres d'été-début d'automne, de juillet à octobre.

### Étiage ou basses eaux
À l'étiage, c'est-à-dire aux basses eaux, le VCN3, ou débit minimal du cours d'eau enregistré pendant trois jours consécutifs sur un mois, en cas de quinquennale sèche peut chuter jusque 0,34 m3/s, ce qui reste assez élevé.

### Crues
Les crues sont moins importantes que pour les autres affluents de la Gartempe. Les QIX 2 et QIX 5 valent respectivement 11 et 16 m3/s. Le QIX 10 est de 19 m3/s. Par contre le débit instantané maximal a été de 31,70 m3/s le 28 décembre 1999 et le débit journalier maximal de 28 m3/s le même jour.

### Lame d'eau et débit spécifique
La lame d'eau écoulée dans cette partie du bassin versant de la rivière est de 429 millimètres annuellement, ce qui est supérieur d'un tiers à la moyenne en France, à 300 mm/an. Le débit spécifique (Qsp) atteint 13,5 litres par seconde et par kilomètre carré de bassin.

## Aménagements
Sur son cours et entre les deux communes de Laurière et Folles, le lac du Pont à l'Age et une centrale électrique sont installés.
Plus haut, le moulin du Jourdaneix est implantée dans la commune d'Arrènes, le moulin d'Ardour sur la commune de Marsac, le moulin de Mourioux sur la commune de Mourioux-Vieilleville.

## Galerie

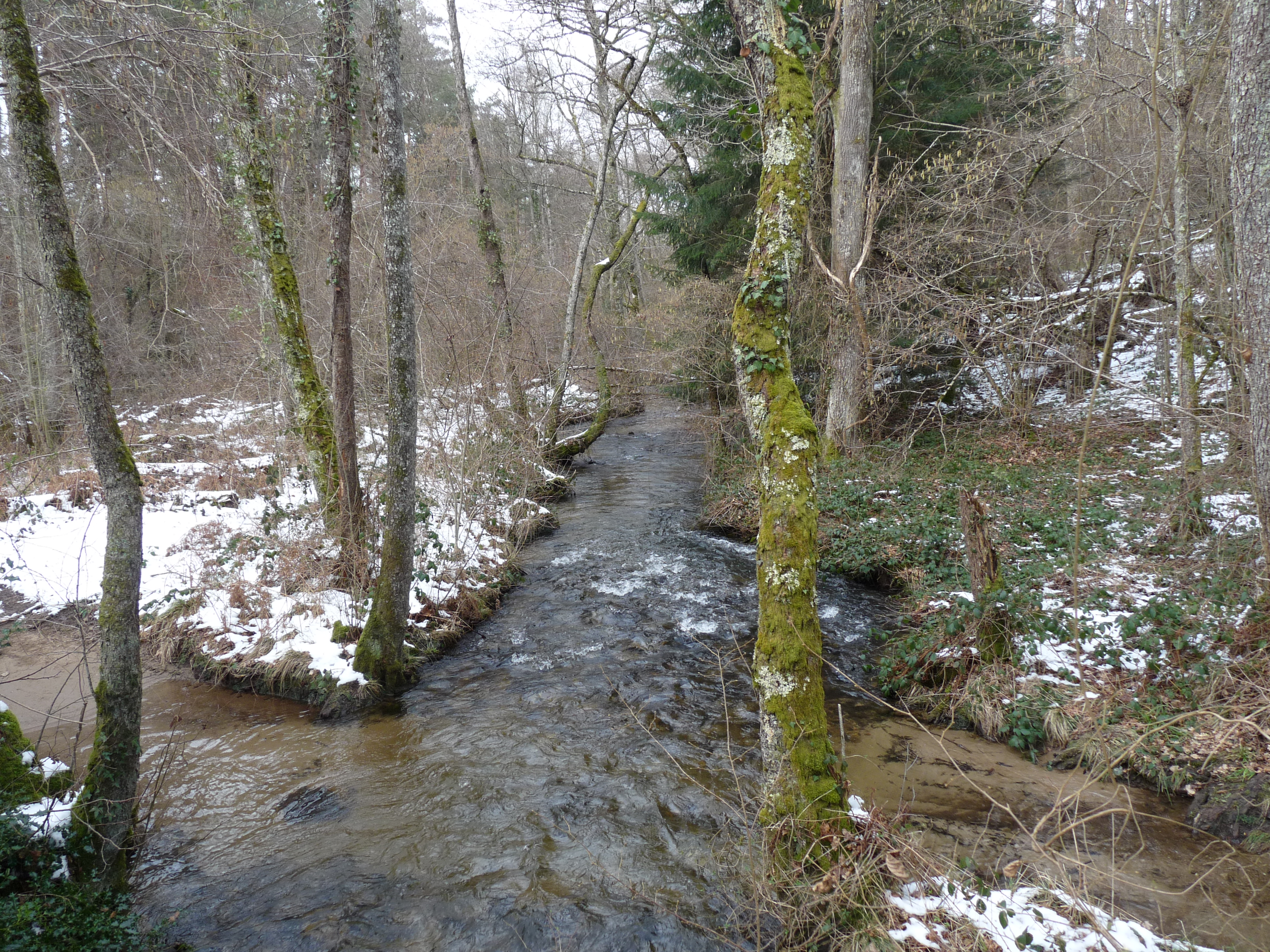
Le Moulard (affluent rive gauche) près du chêne de Sazeirat.
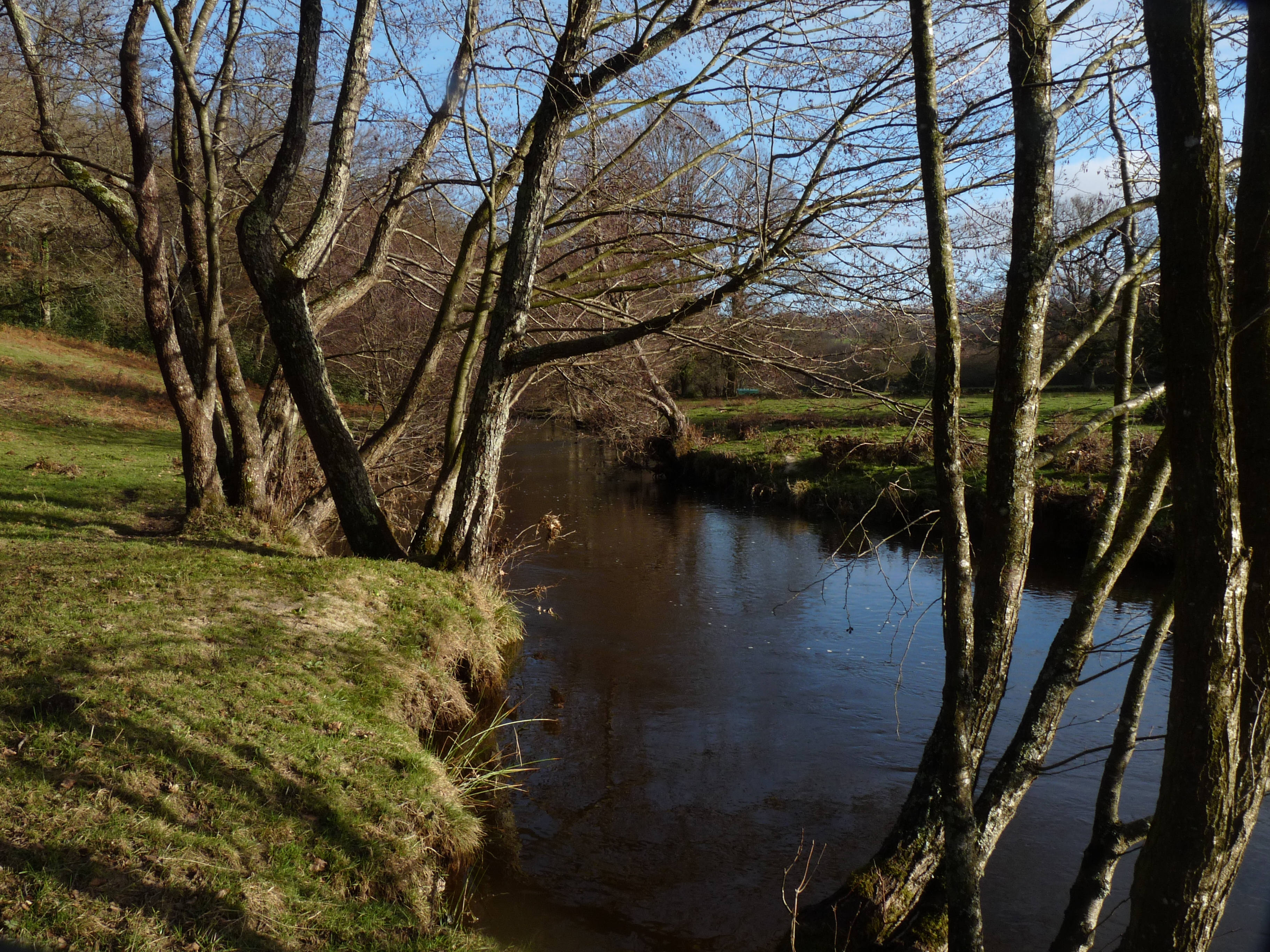
L'Ardour près de La Prade.
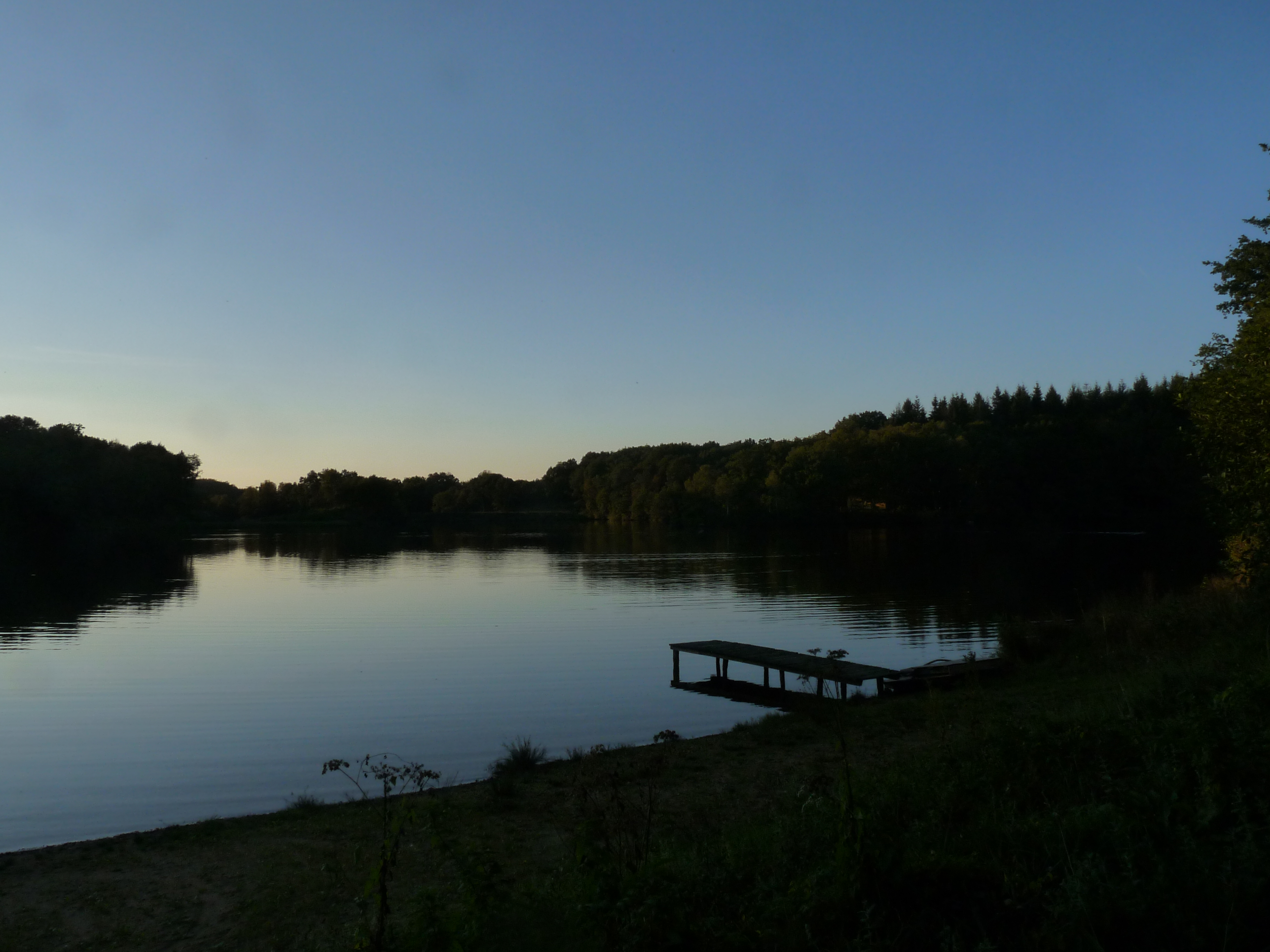
Le lac du Pont à l'Age.